# Burg Templštejn (Jihlava)

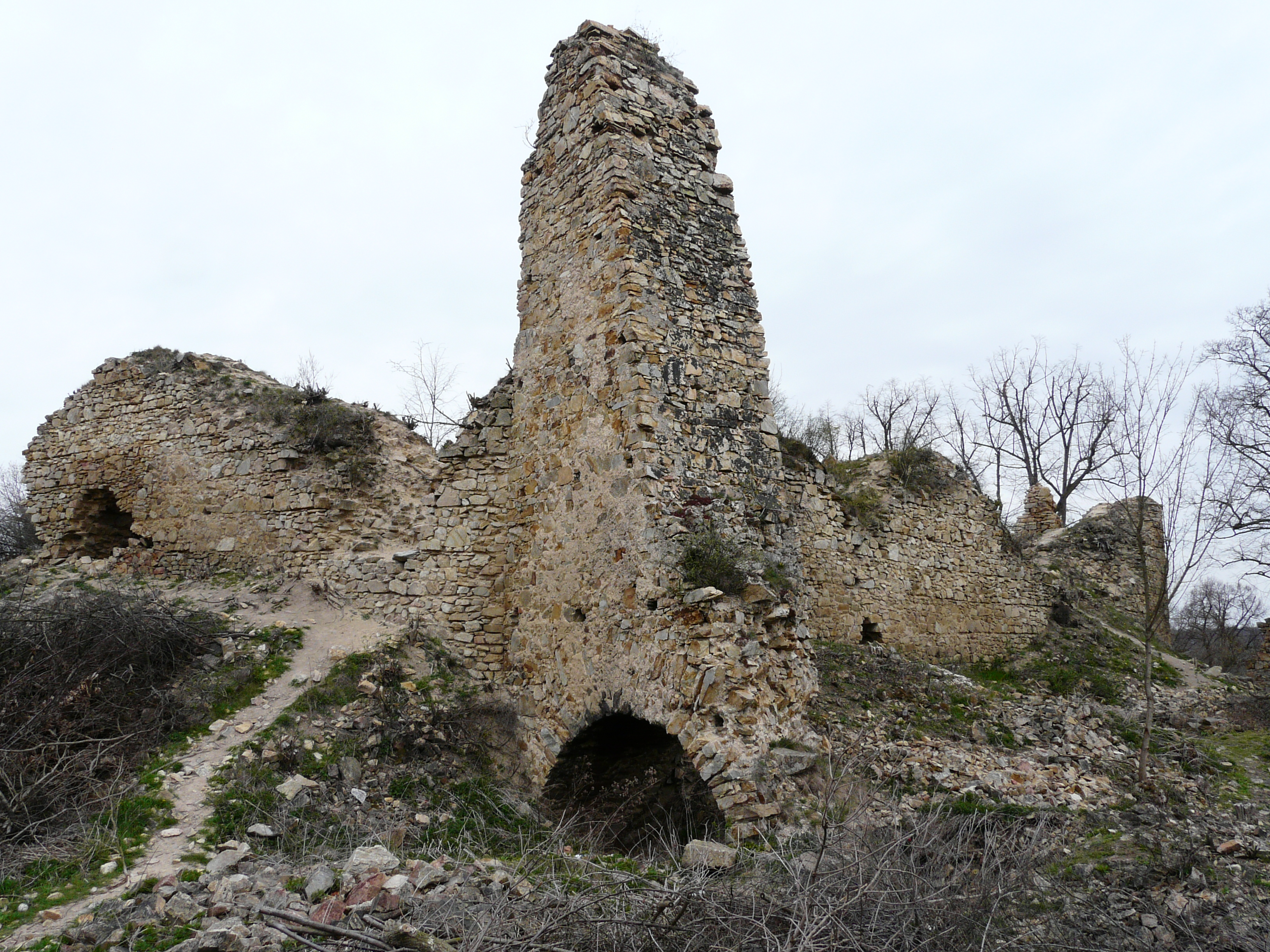
Ruinen der Burg

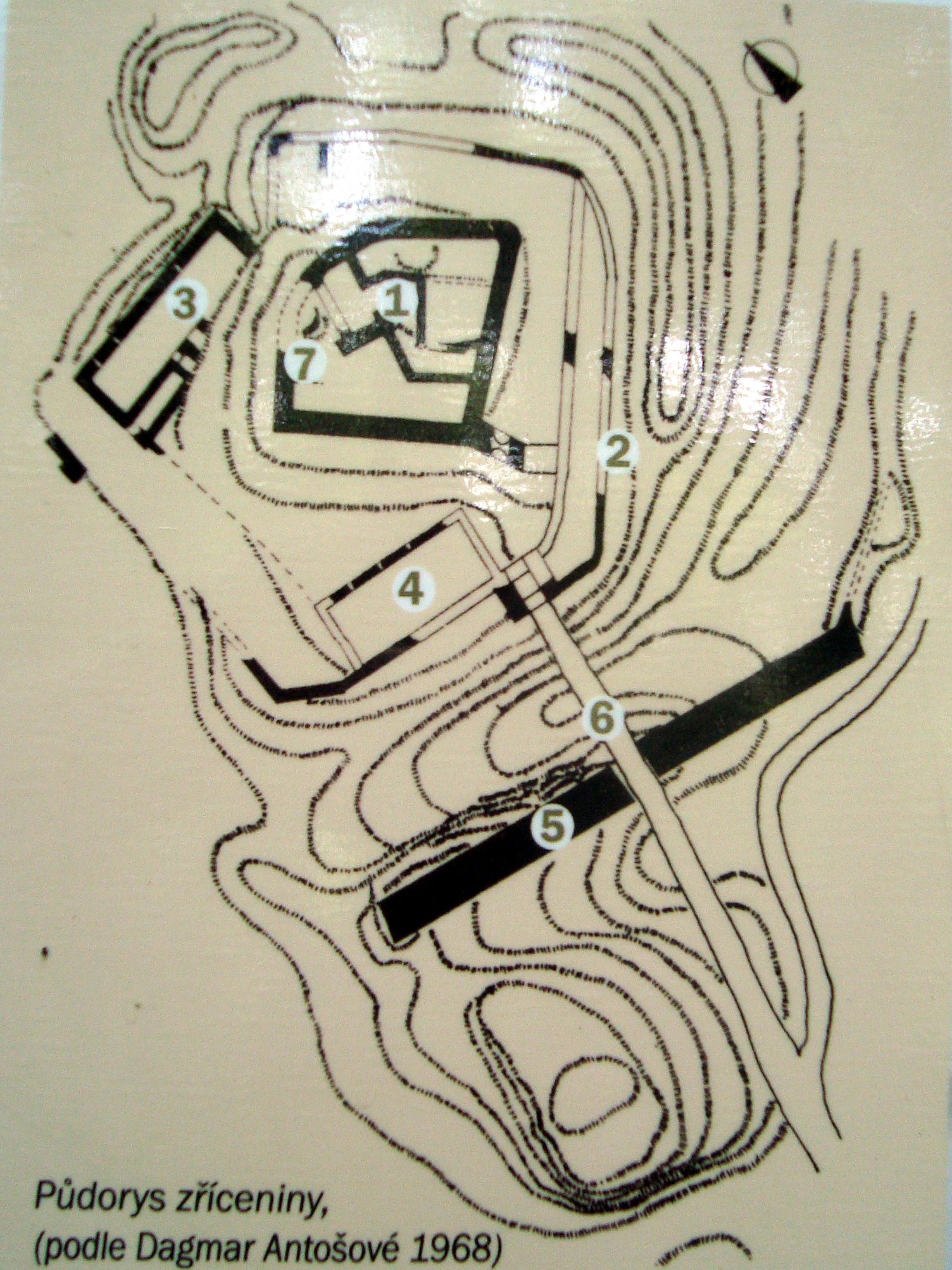
Grundriss

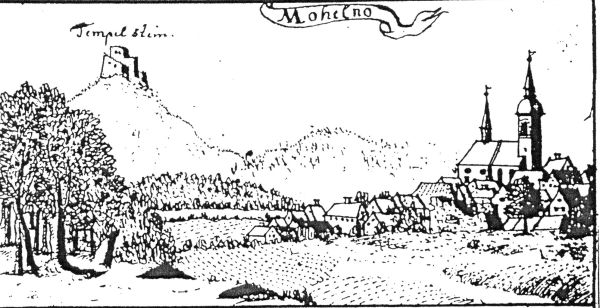
Städtchen Mohelno und Burg Tempelstein (überhöhte Darstellung, Mitte des 18. Jahrhunderts)

Die Burg Templštejn, auch Templštýn (deutsch Tempelstein) ist die Ruine einer Spornburg in Tschechien. Sie liegt zwei Kilometer nördlich von Jamolice im Okres Znojmo.

## Geographie
Die vom Naturreservat Templštejn umgebene Burgruine befindet sich rechtsseitig der Jihlava – gegenüber einer Flussschleife – auf einem den Flussspiegel über 100 Meter überragenden bewaldeten Bergsporn in der Jevišovická pahorkatina (Jaispitzer Hügelland) auf dem Gebiet des Naturparks Střední Pojihlaví. Südwestlich erhebt sich der Vrabčí kopec (389 m n.m.).
Umliegende Ortschaften sind Senorady, Biskoupky, Hrubšice, Polánka, Jamolice, Dolní Dubňany, Horní Dubňany, Dukovany, Mohelno und Lhánice.

## Geschichte

### Templerburg und -kommende
Nachdem König Wenzel I. im Jahre 1232 den Tempelherren die Errichtung von Niederlassungen in Böhmen und Mähren bewilligt hatte, gründete der Orden die bis 1281 nachweisliche Kommende Gomolitz. In der Folgezeit errichtete der Orden unter dem Komtur Dietrich nördlich von Gomolitz auf einem doppelten Felsgipfel über dem Jihlavatal die mächtige Burg Tempelstein und verlegte nach deren Fertigstellung die Kommende, die Güter und Kirchpatronate in Ober-Dubin, Unter-Dubin, Tokkowan, Bohuzlawitz, Gomolitz, Poppitz, Ketkowitz, Rapotitz, Svatoslav, Suditz, Biskupka, Řeznowicz und Czuczitz besaß, auf die Burg. Im Jahre 1290 verkaufte der Komtur Syfrid de Bruno den Hof Svatoslav mit zwei Huben an den Abt des Benediktinerklosters Třebíč. Um 1295 traten die Brüder Abel und Wyzemilas von Dobřensko in den Orden ein und schenkten der Kommende mehrere Huben in Dobrenz und Weingärten in Pitirwiz; ein weiterer Bruder, Jimram von Dobřensko, verkaufte dem Orden zusammen mit seinem Schwager Eberhard von Stendorf weiteres Land in Dobrenz und Weinberge in Pitirwiz. 
Die erste Erwähnung der neuen Kommende Tempelstein erfolgte am 16. Juli 1298, als der jüngste der vier Brüder, Niklas von Dobřensko, zugunsten der Tempelherren auf alle Ansprüche in Dobrenz und Pitirwiz verzichtete. Nach 1303 finden sich keine Nachrichten mehr über die Templerkommende. Die in der Literatur zu findende Annahme, die Tempelherren hätten die Tempelsteiner Güter an den Johanniterorden veräußert, ist nicht urkundlich belegbar.

### Adelssitz
Nach der 1312 erfolgten Aufhebung des Templerordens erwarb im Jahre 1318 Berthold Pirkner von Pirkenstein die Burg Tempelstein mit den Dörfern Jamolitz, Dobřensko, Biskupka und Řeznowicz. Die nördlichen Dörfer wurden der Burg Levnov zugeordnet. Die Brüder Wenzel und Ulrich Pirkner von Pirkenstein verkauften das landtäflige Gut Tempelstein im Jahre 1349 an Přibík von Schellenberg. Dessen Söhne Drslaw und Johann von Schellenberg veräußerten die Burg Tempelstein mit den zugehörigen Gütern einschließlich des Weinbergsrechtes in Mispitz und Spanitz 1379 für 3200 Mark an Heinrich von Leipa. Ab 1397 war die Burg im landesherrlichen Besitz und Marquard von Pechtitz (Markvart z Pechtic) war als Burggraf eingesetzt. Seit 1410 gehörte die Burg wieder den Herren von Leipa. Die Herren von Leipa ließen die Burg umbauen und einen neuen Palas errichten; sie gebrauchten danach bis 1448 immer wieder das Prädikat von Leipa und Tempelstein. Čeňek von Leipa schloss am 24. April 1417 auf Tempelstein einen Rezess mit dem Abt des Klosters Saar, der Streitigkeiten um den Kirchzehnt von Nowa Wes beendete. Nachdem den Herren von Leipa 1434 nach dem Aussterben der Herren von Krawarn die Herrschaft Moravský Krumlov wieder zugefallen war, verbanden sie das Gut Tempelstein mit Krumlov. Im Jahre 1439 wurde Wenzel von Tulleschitz (Václav z Tulešic) als Burggraf von Tempelstein erwähnt. Zwischen 1475 und 1476 war Jan Boček von Kunstadt Besitzer der Burg. Ab 1482 war die Burg Sitz der Herren Osovský von Doubravitz, später erwarben die Herren von Leipa die Burg erneut zurück. 

### Untergang
Die Burg Tempelstein wurde niemals erobert. Brandspuren an Gebäudeteilen und metallischen Gegenständen sowie Reste verkohlter Balken lassen erkennen, dass die Burg in der ersten Hälfte des 16. Jahrhunderts ausgebrannt ist. Steine mit der Jahreszahl 1552 deuten darauf hin, dass die Herren von Leipa mit dem Wiederaufbau begonnen hatten, diesen aber bald einstellten. Seit der Mitte des 16. Jahrhunderts gilt die Burg Tempelstein als wüst. 
Nach der Schlacht am Weißen Berg 1618 wurden 1621 sämtliche Güter des Berthold Bohuslaw (Bohubud) von Leipa, der ein Anführer der mährischen Stände war, konfisziert. 1625 erwarb Gundaker von Liechtenstein die Herrschaft Krumlov; die Ruine blieb bis 1908 im Besitz des Hauses Liechtenstein und gehörte danach bis zur Enteignung im Jahre 1945 den Grafen Kinsky. Über 450 Jahre wurden keinerlei Erhaltungsmaßnahmen ergriffen, so dass die Ruine durch Bewuchs sowie Einwirkung von Wind und Wetter sukzessive zusammenfiel.
Die Forstverwaltung der Tschechischen Republik schrieb die Ruine 2011 öffentlich zum Verkauf aus, seitdem ist sie Privateigentum von David Hamza. Der Eigentümer beabsichtigt, die Ruine mit natürlichen Materialien und in der ursprünglichen Bauweise zu erhalten und den weiteren Verfall zu verhindern. Im Jahre 2014 entstanden eine Blockhütte, eine Informationstafel und eine Holztreppe mit Aussicht in das Jihlavatal. Außerdem wurden Reparaturen vorgenommen und Bewuchs entfernt.

## Anlage
Tempelstein wurde nach dem Vorbild englischer Burgen errichtet. Die aus dem 13. Jahrhundert stammende Kernburg war von einer mächtigen Mantelmauer mit kreisförmigem Grundriss, die an ihrer zum Zugangsweg gerichteten Spitze durch einen großen Pfeiler verstärkt war, umgeben. Nach der Fertigstellung der Kernburg wurde ringsum ein teilweise doppelter Befestigungsgürtel angelegt. Zum Schutz vor direktem Artilleriebeschuss wurde in der Mitte des 15. Jahrhunderts auf dem Hügel vor der Burg mit dem Bau einer Giebelmauer begonnen, die jedoch unvollendet blieb. Erhalten sind die Ruine des Palas, Teile der Mantelmauer, das Burgtor und der Brunnen sowie Reste der Gräben, der gotischen Burgkapelle und weitreichende Wälle. Der Burghof ist von einer meterhohen Trümmerschicht bedeckt.
Die Ruine ist seit 1958 als Kulturdenkmal geschützt.